# Oryahovo (Vratsa)
Pour l’article homonyme, voir Oryahovo.
Oryahovo (en bulgare Оряхово) est une ville située dans le nord-ouest de la Bulgarie.

## Géographie
La ville d'Oryahovo est située dans le nord-ouest de la Bulgarie, à 183 km au nord-nord-est de la capitale Sofia.
La ville est le chef-lieu de la commune d'Oryahovo, qui fait partie de la région de Vratsa.
| 1887 | 1910 | 1934 | 1946 | 1956 | 1965 | 1975 | 1985 | 1992 |
| ---- | ---- | ---- | ---- | ---- | ---- | ---- | ---- | ---- |
| -    | -    | -    | -    | -    | -    | -    | -    | -    |

| 2001 | 2005  | 2008  | 2011 | - | - | - | - | - |
| ---- | ----- | ----- | ---- | - | - | - | - | - |
| -    | 5 645 | 5 493 | -    | - | - | - | - | - |

,,

## Galerie

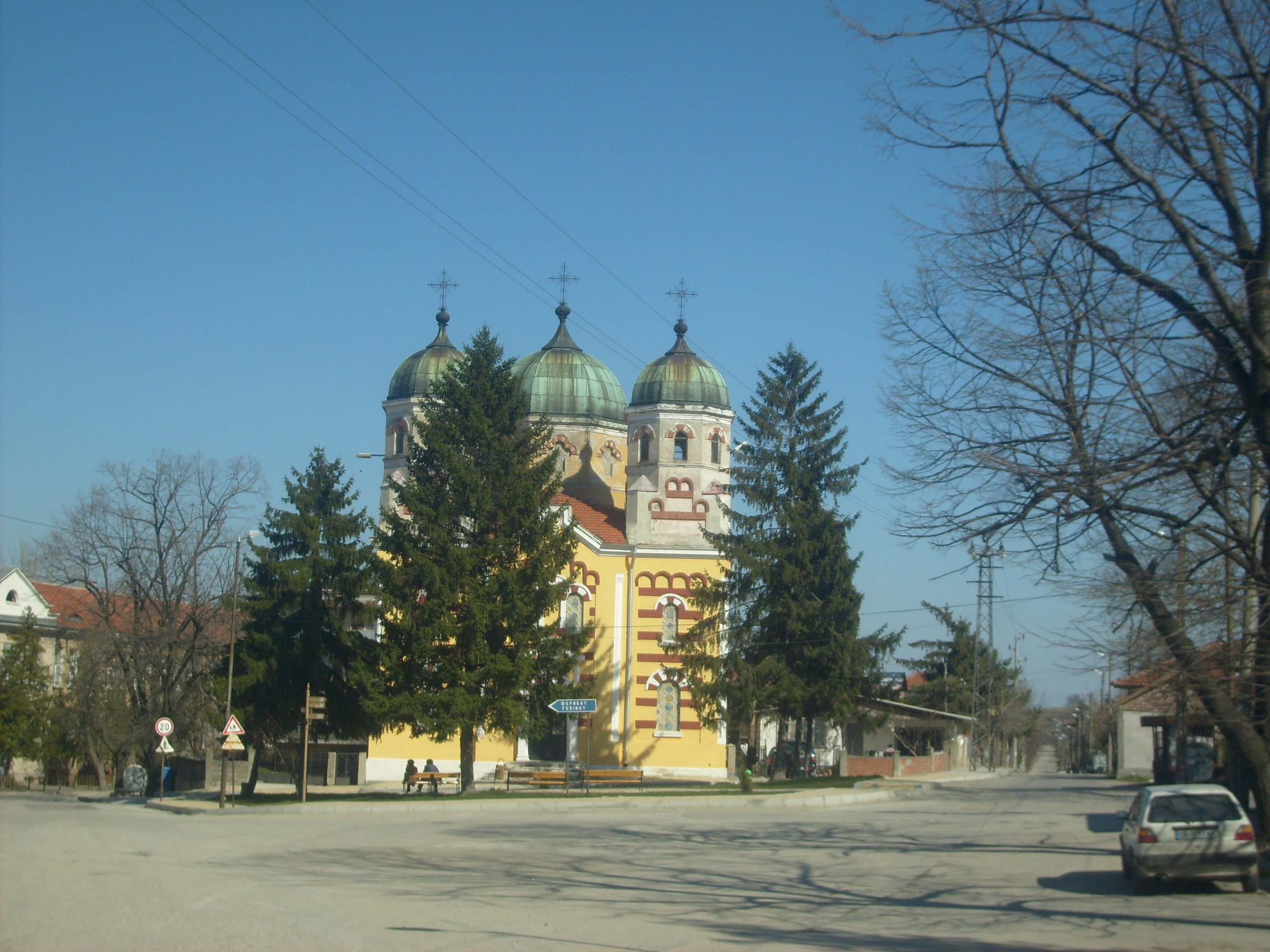
La cathédrale à Oryahovo
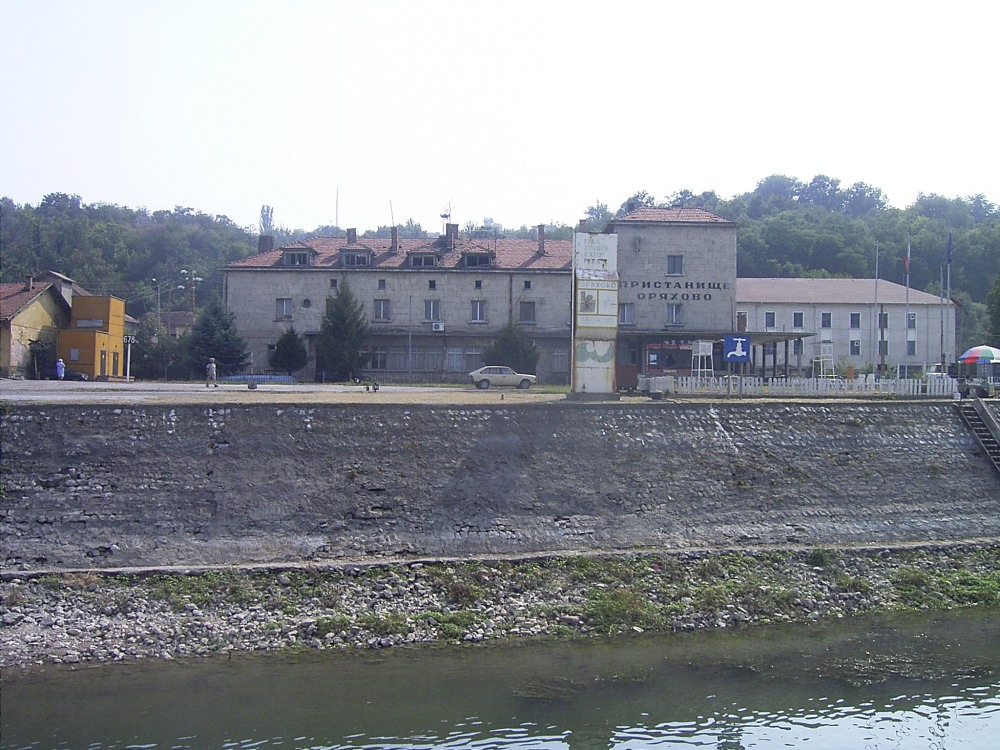
Le port
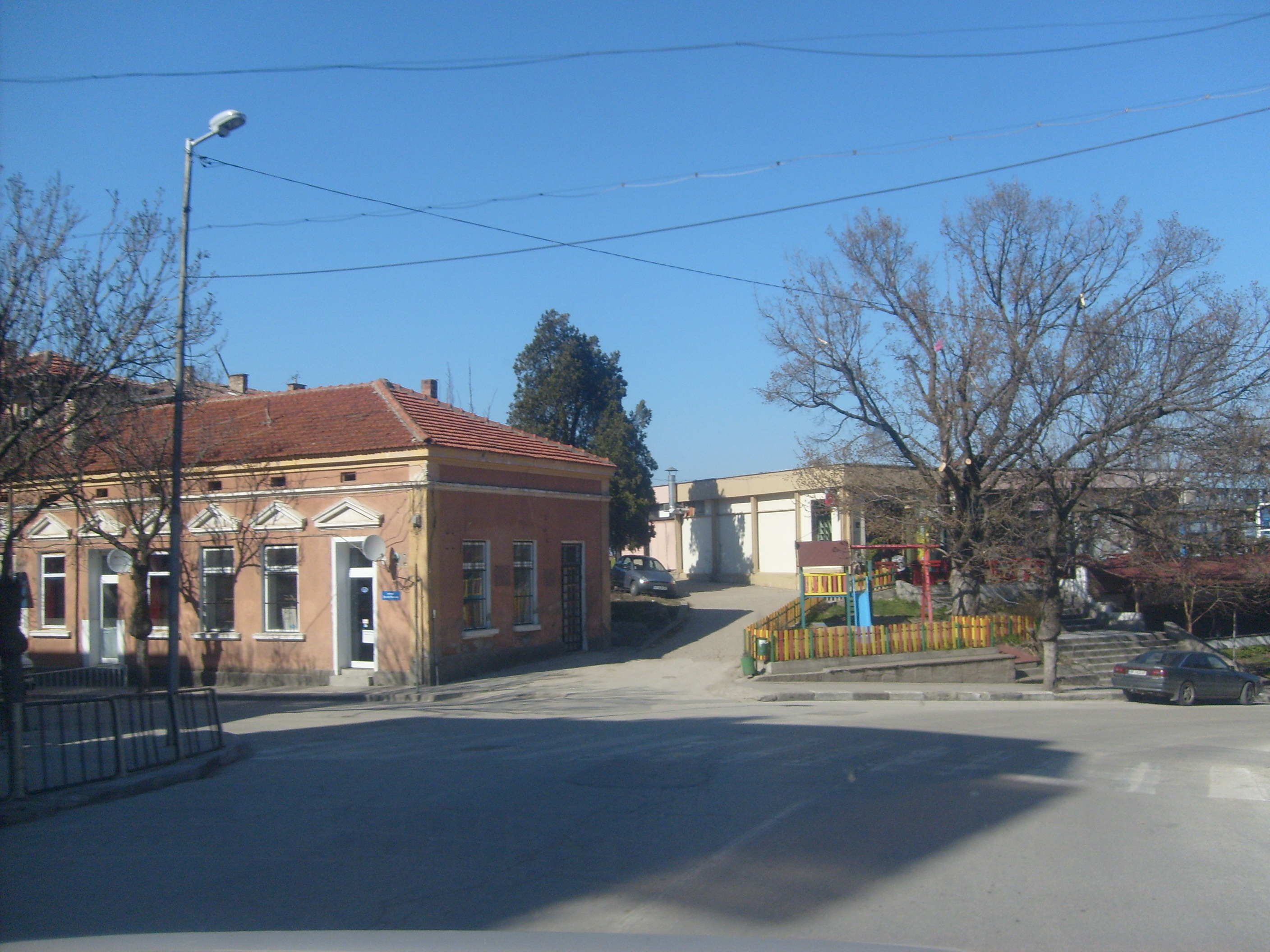
Bâtiments administratifs
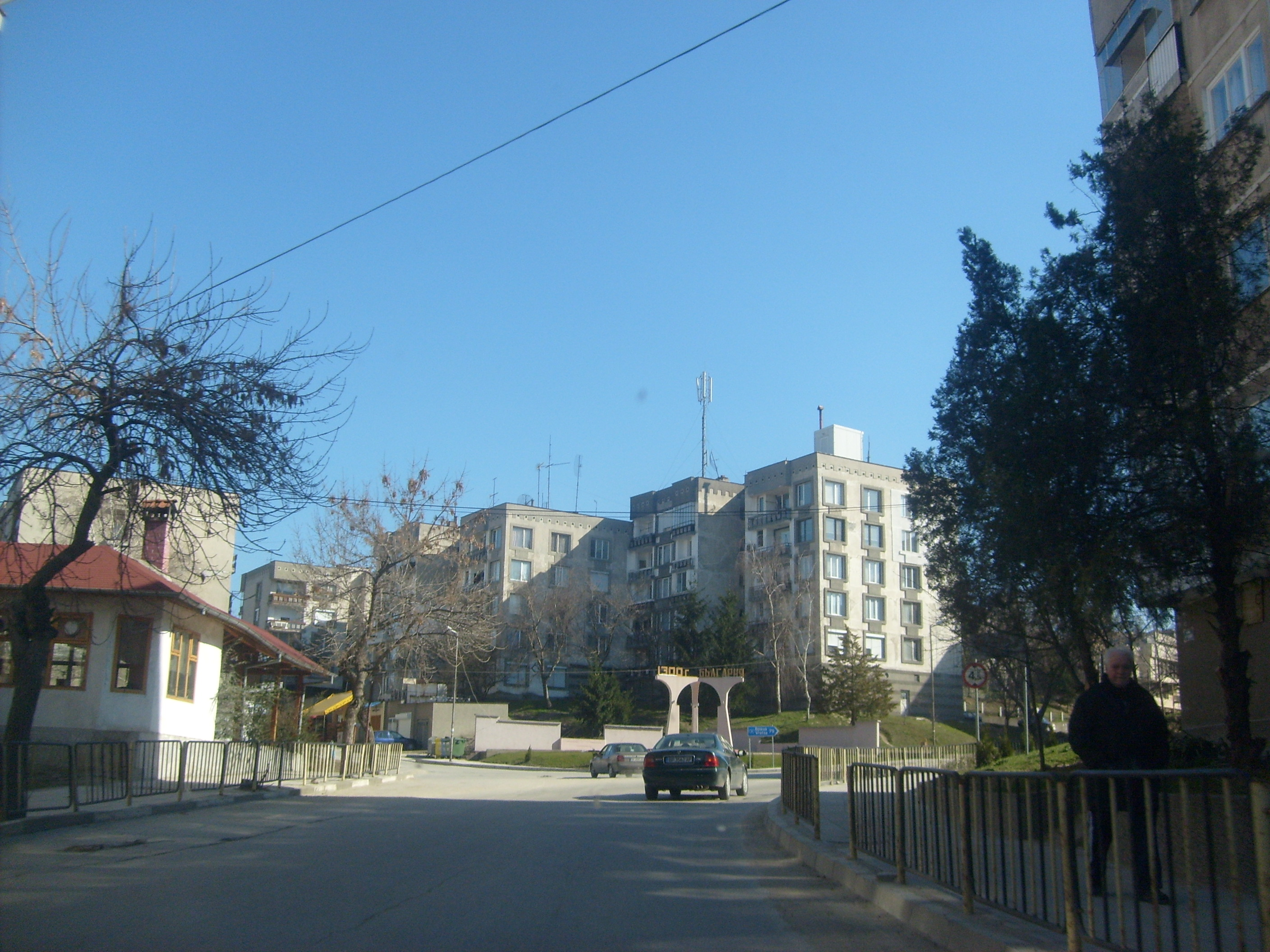
Vue d'une rue dans un quartier d'habitation
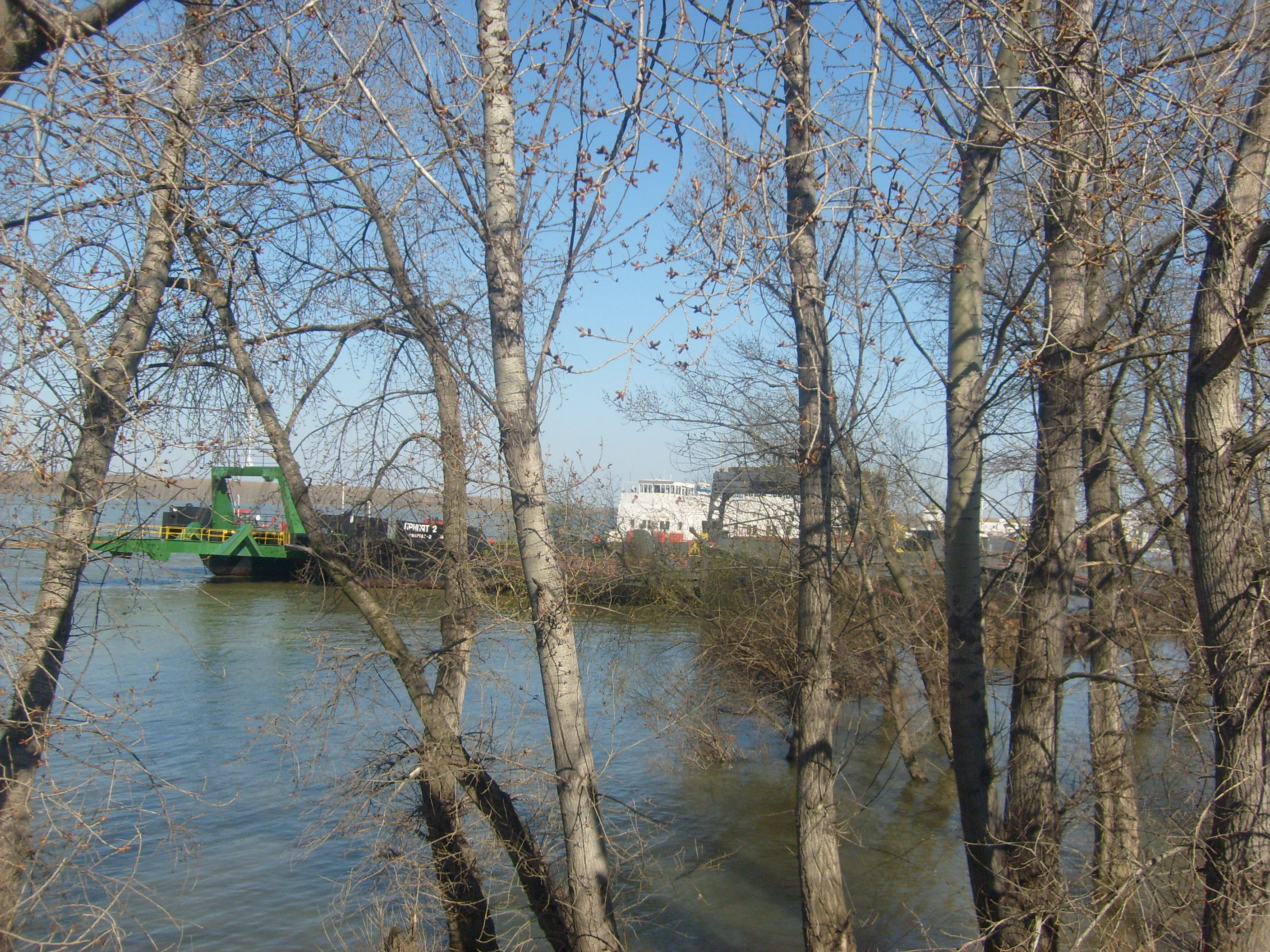
Barge assurant la traversée du Danube
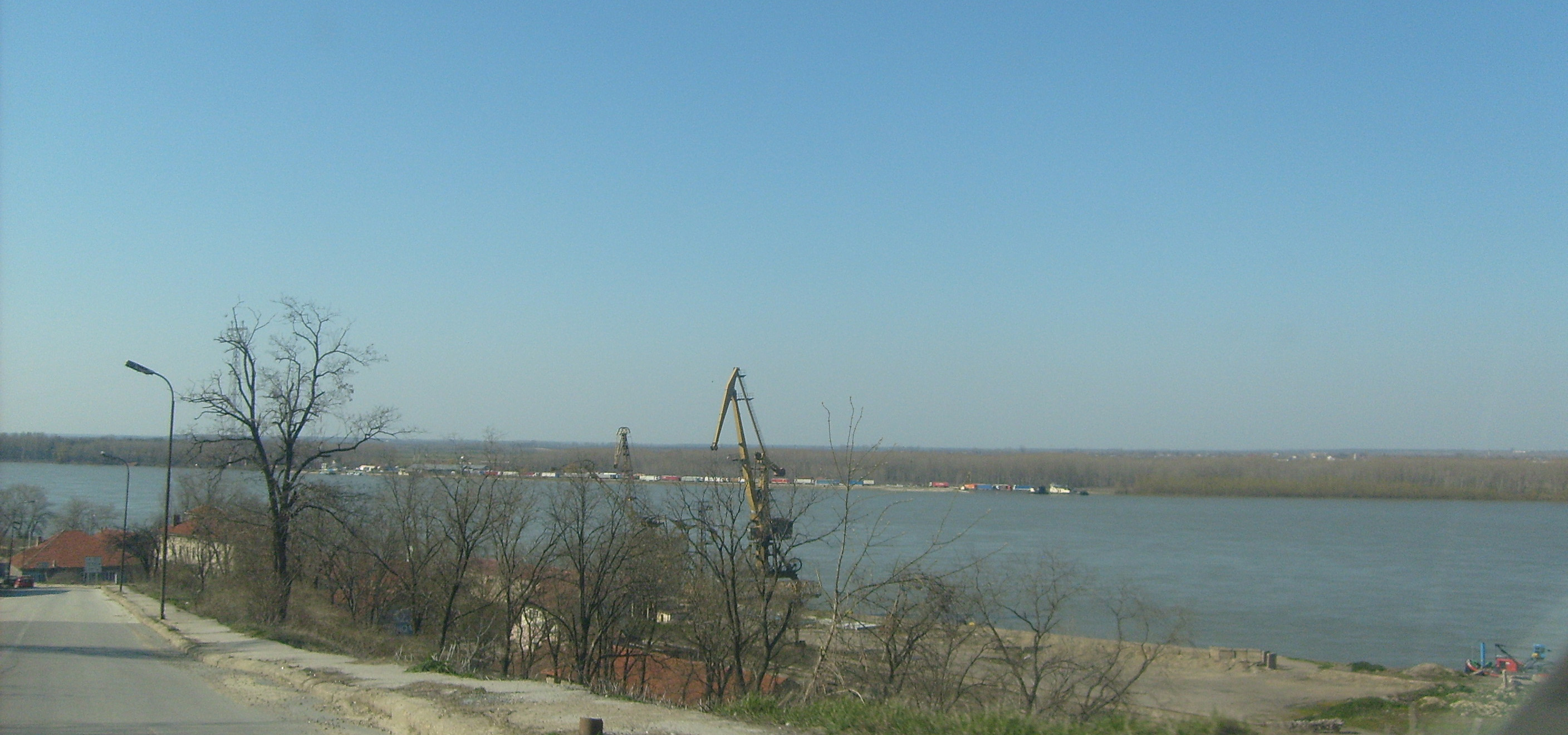
Vue sur le Danube